# Green Light
Green Light – piosenka amerykańskiej wokalistki rhythm and bluesowej Beyoncé Knowles, pochodząca z jej drugiego albumu solowego, B’Day.
Mimo że utwór zyskał dobre recenzje od krytyków, nie osiągnął dużego sukcesu komercyjnego. Wideoklip do „Green Light” zainspirowany był teledyskiem „Addicted to Love” (1985) Roberta Palmera.

## Wydanie i promocja

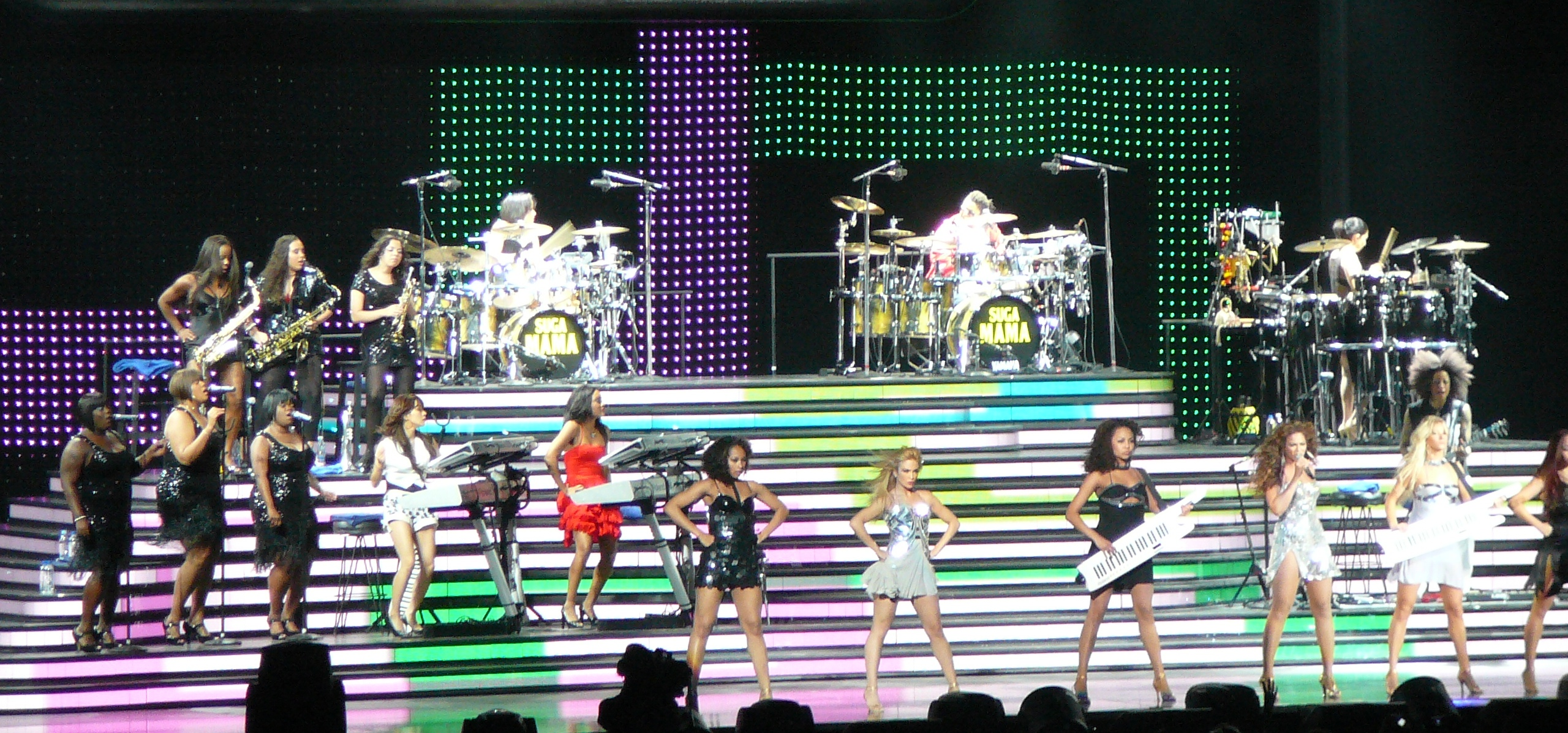
Beyoncé wykonująca „Green Light” podczas trasy koncertowej The Beyoncé Experience.

„Green Light” oraz „Get Me Bodied” miały pierwotnie zostać wydane po przemierze „Déjà Vu”, ale Beyoncé zdecydowała, że drugim singlem będzie „Ring the Alarm”, który jednak nie odniósł sukcesu komercyjnego. 30 lipca 2007 roku singel ukazał się w Wielkiej Brytanii. Z kolei 27 lipca wydany online został minialbum Green Light: Freemasons EP.
„Green Light” zadebiutował jeszcze przed oficjalną premierą na 152. miejscu UK Singles Chart. Jednak po publikacji teledysku, 6 sierpnia 2007 roku, awansował na 17. pozycję. Dwa tygodnie później dotarł do 12. miejsca, ale ze względu na brak fizycznego wydania singla nie zdołał osiągnąć wyższej pozycji. „Green Light” pozostawał w notowaniu przez sześć tygodni. W Irlandii utwór zadebiutował na 46. miejscu, jednak w następnym tygodniu wypadł z listy. 8 września remiks „Green Light” zadebiutował na 30. pozycji w Holandii, a 29 września dotarł na 19. miejsce.

## Wideoklip
Teledysk do „Green Light” został wyreżyserowany przez Melinę Matsoukas we współpracy z Beyoncé podczas dwutygodniowych prac nad B’Day Anthology Video Album.
Beyoncé uznała „Green Light” za najtrudniejsze wideo jakie nakręciła. Poza tym, że musiała być ubrana lateksowe stroje, wraz z tancerzami miała na sobie baletki. Ze względu na osiemnaście godzin kręcenia noszenie tychże butów okazało się bardzo męczące i bolesne.
W wideoklipie, po raz drugi w twórczości artystki, pojawił się zespół koncertowy Knowles, Suga Mama.

## Pozycje na listach
| Lista (2007)            | Najwyższa pozycja |
| ----------------------- | ----------------- |
| Irish Singles Chart     | 46                |
| Netherlands Mega Top 50 | 11                |
| Romania Airplay Chart   | 69                |
| Russian Airplay Chart   | 8                 |
| UK Singles Chart        | 12                |

## Formaty i listy utworów
Amerykański minialbum
1. „Green Light” (remiks Freemasons) – 3:19
2. „Beautiful Liar” (klubowy remiks Freemasons) (feat. Shakira) – 7:31
3. „Déjà Vu” (radiowy remiks Freemasons) (feat. Jay-Z) – 3:15
4. „Ring the Alarm” (klubowy remiks Freemasons) – 3:26

Singel promocyjny
1. Green Light” – 3:30
2. Green Light” (radiowy remiks Freemasons) – 3:22
3. Green Light” (klubowy remiks Freemasons) – 8:25

Irlandzki singel promocyjny
1. „Green Light” – 3:29